# مار امو

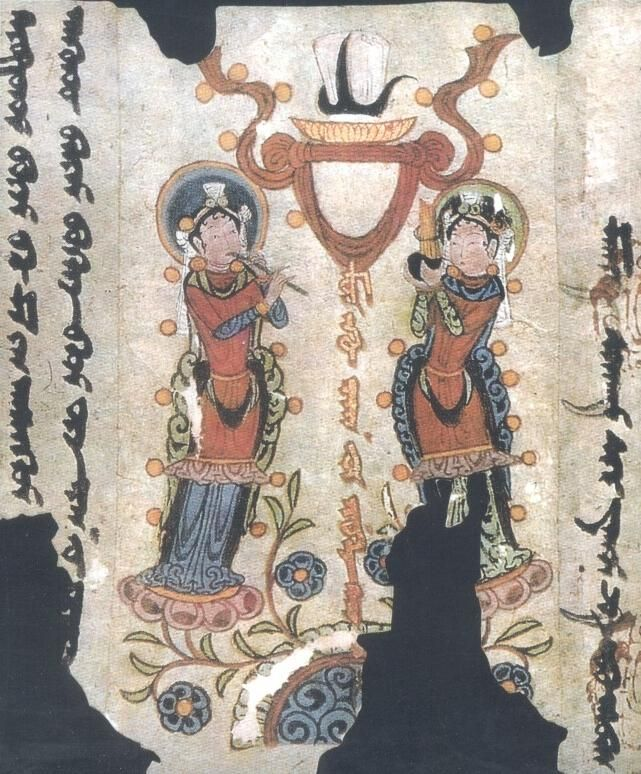
مار امو

مار امو سخنگو و نویسنده مشهور مانوی سده سوم میلادی که در ولایت سغد شاهنشاهی ساسانی می‌زیسته است. در مورد اصالت وی آگاهی کافی وجود ندارد اگرچه نامی سریانی دارد که البته میان مانویان مرسوم بوده گاهی او را پارتی توصیف کرده‌اند که بخاطر متونی است که به زبان پارتی توسط وی نوشته شده. برخی حدسیات هم او را سغدی تبار می‌داند. مارامو زبان پارتی را زبان رسمی جامعه مانوی شرق ایران نمود. او در حالت شهود مانی را دیده که او را به خوانده کتاب گنج زندگان تشویق می‌کند. همچنین عنوان شده حقایق جهان از طریق فرشته‌ای بر وی عرضه شده است. برخی از آثار او از واحه ترفان در آسیای میانه بدست آمده است. مانی او را گرامی‌ترین پسر خود می‌دانست و چهار ساعت پایانی عمر مانی در کنار مار امو گذشت. گسترش شدید مذهب مانوی در شرق ایران را به دو دلیل می‌دانند. یکی فرار پیروان مانی پس از کشته شدن وی به نواحی شرقی ایران و دیگری فعالیت‌های دینی مارامو و تبلیغات وی برای این آیین. آثار نوشتاری متعددی از وی در دست است.